# Kuno Veeber

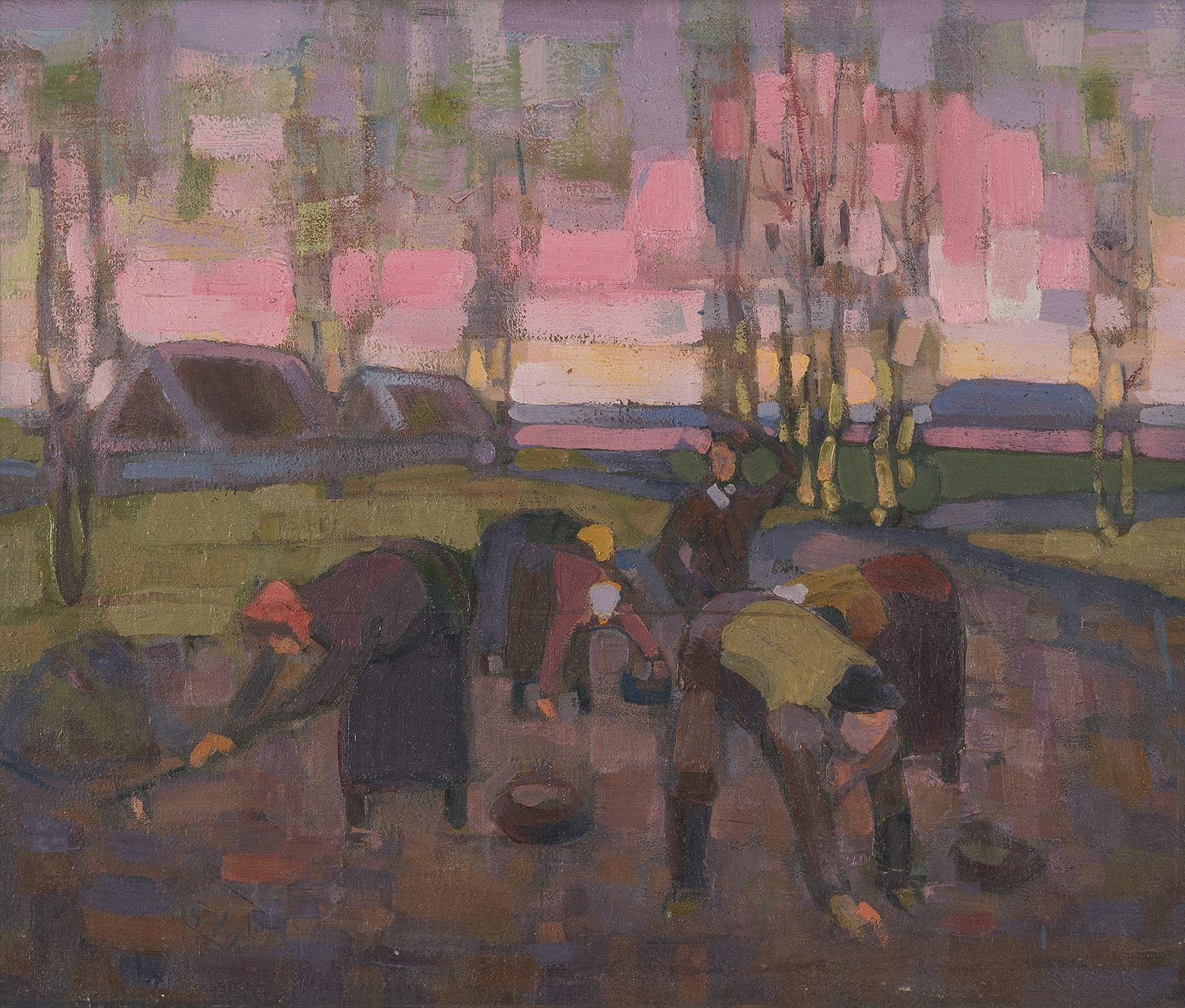
Kuno Veeber, Kartulivõtjad (1918)

Kuno Veeber (* 18. Februar 1898 im Kreis Rapla; † 1. Januar 1929 in Tallinn) war ein estnischer Maler.

## Leben
Veeber besuchte ab 1917 das Gustav Adolfi Gümnaasium in Tallinn. Danach studierte Veeber Kunst in Tartu. Später wanderte Veeber etwa ab 1924 nach Frankreich aus. Dort bildete er sich in der Schule von Paris weiter. Veeber malte daraufhin Bilder im Stil des Expressionismus. Er trat der Vereinigung unabhängiger Künstler in Paris bei. Während er als Maler tätig war, reiste er durch verschiedene europäische Städte wie Budapest oder Rom. 1928 kehrte er nach Tallinn zurück. Anfang 1929 beging Veeber Suizid.
Heute sind einige seiner Werke im Kunstmuseum von Kumu ausgestellt.

## Werke (Auswahl)
- Tuulikud (1919)
- Võitlejad (1923)
- Sepad (1926)